# Myiodynastes luteiventris
El bienteveo ventriazufrado (Myiodynastes luteiventris) es una especie de ave paseriforme de la familia Tyrannidae perteneciente al género Myiodynastes. Es un ave migratoria que anida desde el sur de Estados Unidos hasta el este de América Central y migra hacia el oeste de América del Sur en los inviernos boreales.

## Nombres comunes
Se le denomina también atrapamoscas sulfurado (en Colombia), benteveo de buche amarillo, benteveo de vientre azufre (en Chile), cazamoscas pechiamarillo (en Nicaragua), chilero panza color azufre (en Honduras), mosquero vientriazufrado (en Costa Rica, Panamá y Ecuador), papamoscas atigrado, papamoscas rayado común o papamoscas vientre-amarillo (en México) o mosquero de vientre azufrado (en Perú).

## Distribución y hábitat
El área de reproducción de esta ave va desde el sureste de Arizona en Estados Unidos, suroeste de Nuevo México, y el norte de Sonora, México, hacia el sur tanto por la pendiente del Pacífico, y desde Nuevo León por la pendiente del Golfo, por Guatemala, Belice, El Salvador, Honduras, Nicaragua, hasta el noroeste de Costa Rica. Son migrantes de corta distancia, pasando el invierno en las estribaciones andinas orientales y occidente de la Amazonia de Colombia, Ecuador, Perú, hasta el centro de Bolivia, fue registrado ocasionalmente en el extremo occidental de Brasil, en Acre; son migrantes efímeros, pasajeros, en la parte sureste de América Central (Costa Rica y Panamá). Dos registros ocasionales en el norte de Chile (Arica).
El hábitat reproductivo de esta especie se compone de una variedad de ambientes forestales, incluyendo bosques caducifolios tropicales, bosques en galería, y bordes de selvas húmedas tropicales, desde el nivel del mar hasta los 1850 m de altitud. Durante la invernada prefiere bosques de bordes de ríos, pero también crecimientos secundarios y el dosel y los bordes de selvas tropicales maduras; principalmente por debajo de los 1000 m.

## Descripción
Las características más distintivas de este papamoscas son las rayas fuertes de su plumaje, y su vientre amarillo pálido. El ave también muestra una cola color marrón oxidado, y una banda negra en los ojos.

## Comportamiento
Generalmente se reproducen en zonas boscosas de cañones de montaña. Construyen un nido de copa en la cavidad de un árbol o en un agujero viejo hecho por un pájaro carpintero. La hembra pone dos a cuatro huevos.
Esperan en un sector estratégico por lo general las de mayor altura o en la parte superior del árbol y vuelan para atrapar insectos en vuelo. También toman bayas y semillas.

## Sistemática

### Descripción original
La especie M. luteiventris fue descrita por primera vez por el zoólogo británico Philip Lutley Sclater en 1859 bajo el mismo nombre científico; su localidad tipo es: «México merid., Guatemala, et America central; restringido posteriormente para Orizaba, Veracruz, México».

### Etimología
El nombre genérico masculino «Myiodynastes» se compone de las palabras del griego «μυια muia, μυιας muias» que significa ‘mosca’, y «dunastēs » que significa ‘dictador’; y el nombre de la especie «luteiventris», se compone de las palabras del latín «luteis» que significa ‘amarillo azafrán’, y «ventris, venter» que significa ‘vientre’.

### Taxonomía
Las formas descritas M. luteiventris swarthi van Rossem, 1927 y M. luteiventris vicinior Cory, 1916, son consideradas inválidas. Es monotípica.